# Baldassare Galuppi
Baldassare Galuppi (Burano, Vèneto, 18 d'octubre de 1706 - Venècia, 3 de gener de 1785) va ser un compositor venecià, famós per les seves òperes, principalment en el camp de l'opera buffa. Les seves obres se situen entre el Barroc tardà i el Classicisme incipient.
Va néixer en l'illa de Burano en el llac de Venècia, per la qual cosa va arribar a ser conegut per Il Buranello. El seu primer intent d'òpera, La fede nell'incostanze ossia gli amici rivali (1722), va ser un espectacular fracàs, sent durament xiulat pel públic. Posteriorment va estudiar música amb Antonio Lotti i, després d'un breu període a Florència treballant com clavicordista, va tornar a Venècia per a intentar una vegada més amb l'òpera. Aquesta vegada, la seva òpera seria Dorinda (1729), la qual va gaudir de gran èxit i va assolir impulsar la seva carrera.
El 1740 va ser designat director de música de l'Ospedale dei Mendicanti. El 1741 viatjà a Londres, on estrenà quatre òperes. Va treballar a la basílica de Sant Marc des de 1748, arribant a ser mestre de capella i considerat així com el millor músic de la zona, tenint alumnes com Giovanni Battista Serini, Andrea Adolfati. La major part de la seva vida la va passar a Venècia, encara que des de 1741 fins a 1743 va romandre a Londres i des de 1765 a 1768 va viatjar a Sant Petersburg per a posar-se a la disposició de Caterina II de Rússia.
La seva primera òpera buffa va ser L'Arcadia in Brenta (1749). Aquesta també va ser la seva primera col·laboració amb el llibretista Carlo Goldoni, amb el qual va produir després una sèrie d'òperes. Aquests treballs van ser molt populars, particularment Il filosofo di campagna (1754). El llibret de Goldoni d'una de les seves òperes, Il mondo della luna, va ser posteriorment usat per un gran nombre d'altres compositors, inclosos Haydn o Paisiello.
El 1765 la fama dugué Galuppi a Sant Petersburg, convidat per la tsarina Caterina II, i esdevingué un dels primers compositors italians que difongueren l'òpera italiana a Rússia. A Sant Petersburg i també a Moscou representà diverses òperes. Cal destacar Ifigenia in Tauride, amb llibret de M. Coltellini i estrenada a la cort de Sant Petersburg el 1768. La tsarina el nomenà mestre de capella de la cort i compositor de la companyia italiana d'òpera d'aquesta ciutat russa.
El 1768 tornà a Venècia i fou rebut amb tots els honors i recuperà els càrrecs que hi havia ocupat. A partir de llavors la seva producció operística disminuí i s'incrementà l'obra religiosa, sobretot pel que fa als oratoris, i també es dedicà a compondre obres per a tecla. Un dels seus darrers oratoris, i dels més notables, fou Il ritorno di Tobia (1782).

## Òperes
- La fede nell'incostanza, ossia gli amici rivali (1722)
- Dorinda (1729)
- Odio Placato (1730)
- Argenide (1733)
- L'ambizione depressa (1735)
- Elisa regina di Tiro (1736)
- La ninfa di Apollo (1736)
- Tamiri (1736)
- Ergilda (1736)
- Alvilda (1737)
- Alessandro nell'Indie (1738)
- Adriano in Siria (1740)
- Gustavo primo, re di Svezia (1740)
- Oronte, re de' Sciti (1740)
- Berenice (1741)
- Madama Ciana (1744)
- L'ambizione delusa (1744)
- La libertà nociva (1744)
- Forze d'amore (1745)
- Antigono (1746)
- Scipione nelle Spagne (1746)
- L'Olimpiade (1747)
- Arminio (1747)
- Artaserse (1749)
- L'Arcadia in Brenta (1749)
- Demofoonte (1749)
- Il Page della cuccagna (1750)
- Arcifanfano, re dei matti (1750)
- Alcimena, principessa dell'isole fortunate (1750)
- Il mondo della luna (1750)
- La mascherata (1751)
- Lucio Papirio (1751)
- Ermelinda (1752)
- Il mondo alla roversa (1752)
- Il conte Caramella (1752)
- Le virtuose ridicole (1752)
- La calamita de' cuori (1752)
- I bagni d'Abano (1753)
- Il filosofo di campagna (1754)
- Antigona (1754)
- Il povero superbo (1754)
- La diavolessa (1755)
- Nozze di Paride (1756)
- Le nozze (1756)
- Sesostri (1757)
- La partenza e il ritorno de' marinari (1757)
- Ipermestra (1758)
- La clemenza di Tito (1760)
- L'amante di tutte (1761)
- Li tre amanti ridicoli (1761)
- Il caffè di campagna (1761)
- Il marchese villano (1762)
- Il re pastore (1762)
- Viriate (1762)
- L'uomo femmina (1762)
- Il puntiglio amoroso (1763)
- Il re alla caccia (1763)
- Cajo Mario (1764)
- La donna di governo (1764)
- La partenza e il ritorno dei marinari (1764)
- La cameriera spiritosa (1766)
- Ifigenia in Tauride (1768)
- Il villano geloso (1769)
- L'amor lunatico (1770)
- L'inimico delle donne (1771)
- Gl'intrighi amorosi (1771)
- Motezuma (1772)